# Міль плодова
Міль плодова або ж плодова горностаєвая міль (Hyponomeuta padellus або ж Yponomeuta padellus) — метелик з родини горностаєвих молей (іпономеутид). Шкідлива комаха, пошкоджує сливу, аличу, абрикос, вишню й інші кісточкові. Плодова міль поширена у всіх плодових зонах України і далеко за її межами. Значної шкоди завдає в садах Запорізької, Херсонської, Одеської областей та в Криму.

## Опис
Метелик з розмахом крил 18-22 міліметрів, передні крила білі з 16-9 чорними крапками, розміщеними трьома неправильними рядами; задні крила попелясто-сірі. Метелик дуже подібний до яблуневої молі, але має сіру а не білу бахрому на зовнішньому краї передніх крил. Яйце розміром 0,3 міліметра, жовтувате, округле. Гусениця завдовжки 14-16 міліметрів, жовтуватосіра; голова, грудні ноги чорні. Лялечка — 8-11 мм, смугасті: голова, груди і кінець черевця забарвлені в чорний колір, решта черевця яскраво-жовтого кольору, а посередині черевця є ряд темних плям трикутної форми. Кокони плодової молі тонкі, прозорі, крізь них просвічуються лялечки, тоді як кокони яблуневої молі щільні, не просвічуються.

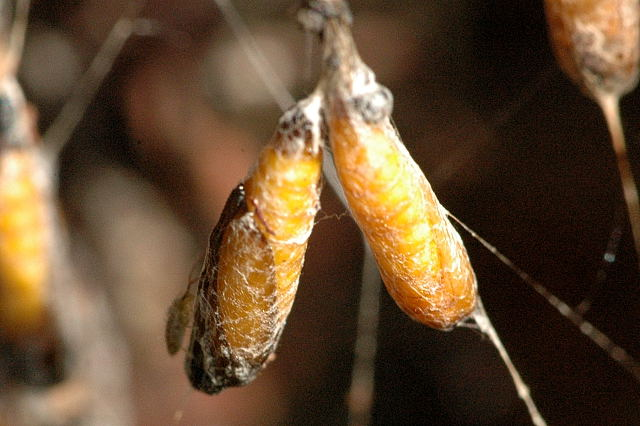
Лялечки молі плодової
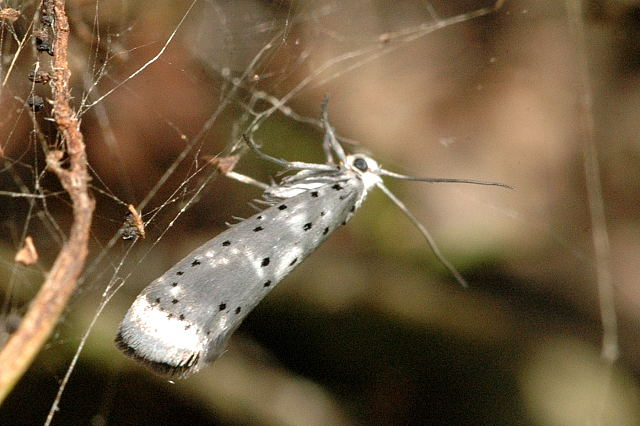
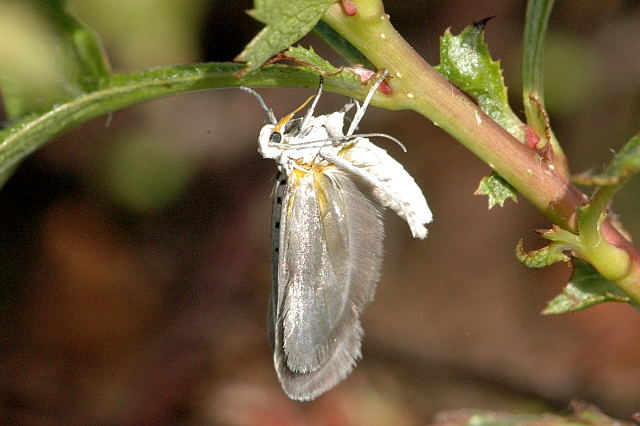
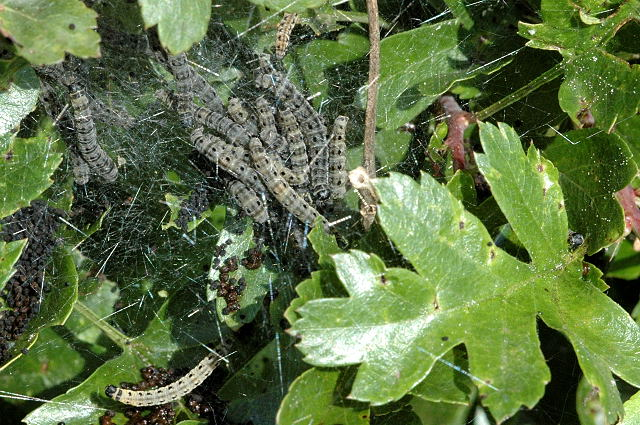
Гусениці молі плодової

## Екологія
Зимують гусениці першого віку під щитком. Наприкінці квітня вони виходять з-під щитків і відразу плетуть павутинні гнізда, з'єднуючи попарно листки, а потім об'їдають їх з країв. Розвиваються впродовж 35-45 діб, проходячи п'ять віків. Заляльковуються в павутинному гнізді окремо одна від одної. Лялечки розкидано по всій гілці, де розташоване павутинне гніздо; суцільних жмутів коконів, як яблунева міль, не утворюють. Через 8-10 діб, наприкінці травня — на початку червня виходять метелики. Літ триває до середини серпня. Через 14-16 діб після виходу метелики спарюються, після чого на 5-6 добу розпочинають відкладання яєць. Самка відкладає по 15-40 яєць на гладеньку кору тонких гілок і заливає їх слизом, який швидко застигає на повітрі. Плодючість — 80-100 яєць. Через 8-15 діб відроджуються гусениці, впадають у діапаузу і залишаються під вологонепроникним щитком до весни наступного року. Навесні гусениці пошкоджують листя і обплітають гілки густою павутиною. У разі значних пошкоджень знижується кількість і якість урожаю, зменшується приріст пагонів, порушується процес закладання плодових бруньок. Чисельність плодової горностаєвої молі знижують несприятливі для шкідника погодні умови й значне число ентомофагів, зазначених для яблуневої горностаєвої молі.